# Horseheath
Horseheath är en ort och civil parish i Storbritannien.   Den ligger i distriktet South Cambridgeshire i grevskapet Cambridgeshire i riksdelen England, i den sydöstra delen av landet, 70 km nordost om huvudstaden London. Horseheath ligger 94 meter över havet och antalet invånare är 369.
Terrängen runt Horseheath är platt. Runt Horseheath är det ganska tätbefolkat, med 199 invånare per kvadratkilometer. Närmaste större samhälle är Cambridge, 19,5 km nordväst om Horseheath. Trakten runt Horseheath består till största delen av jordbruksmark.